# Groupe Alpha
Pour l'unité militaire ukrainienne de même nom, voir groupe Alpha (Ukraine)
Pour les articles homonymes, voir ALFA.
Le groupe Alpha ou groupe Alfa (russe : Альфа, officiellement français : groupe A, russe : Группа "А") est une force spéciale du Service fédéral de sécurité de la fédération de Russie (FSB), spécialisée dans la lutte anti-terroriste (sauvetage d'otages, tireurs d'élite, protection personnelle, détournements d'avion).
À la suite de la prise d'otages des Jeux olympiques de Munich en 1972, le groupe Alpha est fondé par le KGB en 1974. Son existence n'est révélée que dans les années 1990. Ses effectifs sont estimés à environ 700.
Il a notamment participé à l'opération Chtorm-333 visant à tuer le président de la république démocratique d'Afghanistan Hafizullah Amin en 1979 et à la libération de quatre diplomates soviétiques en 1985. Il a exécuté les proches des preneurs d'otages, ne leur laissant pas d'autre choix que de libérer les otages.
Ils sont également mobilisés lors de l'invasion russe de l'Ukraine en 2022 et participent à des missions sur le territoire Ukrainien en 2024.